# 서바이벌 프로젝트
서바이벌 프로젝트(Survival Project: Search for the Legendary Orb)는 실시간 전투와 PvP를 강조한 2D 판타지 대규모 다중 사용자 온라인 액션 롤플레잉 게임이었다. 이 게임은 한빛소프트가 상용화한 첫 번째 게임으로 2003년에 출시되었다. 국제 버전 또한 2003년에 출시되었으며 2003년 WCG 서바이벌 프로젝트 토너먼트를 위한 한국 정부 후원 게임이었다. 국제 서버는 게임 파트너들이 자체 현지화 사이트를 구축한 후 2004년 10월 31일 폐쇄되었다. 이후 이-게임스 말레이시아가 영어 서버를 호스팅하며 오리지널 게임에 많은 기능 업데이트를 제공했다. 하지만 말레이시아 서버도 2007년 3월 31일 폐쇄되었다. 마지막으로 한국 서버는 2013년 2월 24일 폐쇄되었다.

## 게임플레이
서바이벌 프로젝트는 다양한 PVP 및 PVE 기반 게임 모드를 포함한 다양한 게임플레이 모드를 제공했으며, 혼자서 또는 다른 플레이어와 함께 플레이할 수 있는 퀘스트도 있었다. 플레이어는 길드에 가입할 수도 있었다.

## 같이 보기
- 한빛소프트
- 대규모 다중 사용자 온라인 롤플레잉 게임